# ФК Анжи Махачкала
ФК „Анжи“  е футболен отбор от гр. Махачкала – столицата на Република Дагестан, Руска федерация, състезаващ се в Руска Премиер Лига.
Отборът е двукратен шампион на Руска Първа Дивизия – през 1999 и 2009 г.
През сезон 2011 – 12 към отбора се присъединява легендарният бразилски ляв бек Роберто Карлош, който е първият сериозен трансфер на отбора.

## История
Първият сериозен успех, който тимът постига е достигането на финала на турнира Купа на Русия през сезон 2000 – 01. През сезон 2001 – 02 Анжи играе и в Купа на УЕФА, но губи от Глазгоу Рейнджърс с 1:0 и отпада от турнира. През сезон 2002 – 03 достига полуфиналите на Купа на Русия, но отпада след загуба от ФК Ростов.
През сезон 2002 завършва на 15-о място в класирането и изпада от Руска Премиер Лига. В следващите 7 години дагестанският тим се състезава в Руска Първа Дивизия. През 2009 г. начело с Омари Тетрадзе Анжи печели Руска Първа Дивизия и се класира за участие в Руска Премиер Лига.
В началото на 2011 г. Анжи става собственост на руския милиардер Сулейман Керимов. Към отбора са привлечени бразилските звезди Роберто Карлош, Жусилей и Диего Тардели. През лятото отборът продължава със сензационните трансфери, привличайки Балатс Джуджак и Юрий Жирков. Отборът се класира в зоната на плейофите и достига 5 място, даващо право на участие в Лига Европа.

## Успехи
- Най-високо класиране: 4-то (2000)
- Финалист в Купа на Русия: 2000/01
- Участник в Купа на УЕФА: 2001/02 (1/64 финал)
- Най-добър голмайстор: Ибрахим Хасанбеков (153 гола в 236 шампионатни мача)
- Най-голяма победа: „Анжи“ – „Урарту“ (Грозни) 9:0 – 1993 г.

## Състав за сезон 2011 – 12
Вратари
- Владимир Габулов (под наем в ЦСКА Москва)
- Нукри Ревишвили
- Александр Макаров
- Азамат Джиоев

Защитници
- Роберто Карлош – капитан
- Алексей Игонин
- Расим Тагирбеков
- Виктор Кузьмичёв
- Бенуа Ангбва
- Жоао Карлос
- Али Гаджибеков
- Оскарс Клява

Полузащитници
- Ибра Кебе
- Мбарк Буссуфа
- Камил Агаларов
- Жусилей
- Михаил Бакаев
- Шариф Мухаммад
- Одил Ахмедов
- Магомед Мирзабеков
- Алексей Иванов
- Махач Гаджиев
- Балаж Джуджак
- Юрий Жирков

Нападатели
- Диего Тардели
- Шамил Лахиялов
- Ираклий Климиашвили
- Ян Голенда
- Мирослав Славов
- Илья Кухарчук
- Иса Элиакву
- Александр Прудников
- Самюел Ето'о

## Български футболисти
- Тодор Тимонов: 2010 - (11 мача - 0 гола)